# ابراهیم حاتمی‌کیا
ابراهیم حاتمی‌کیا (زادهٔ ۱ مهر ۱۳۴۰) فیلم‌ساز اهل ایران است. او دانش‌آموختهٔ رشته سینما (گرایش فیلمنامه‌نویسی) از دانشکده سینما و تئاتر دانشگاه هنر است. او فعالیت‌های سینمایی خود را با ساخت فیلم‌های کوتاه و مستند در رابطه با سینمای جنگ آغاز کرد. او برای ساخت فیلم آژانس شیشه‌ای (۱۳۷۶) جایزهٔ بهترین فیلم‌نامه و کارگردانی را از شانزدهمین جشنواره فیلم فجر دریافت کرد. حاتمی‌کیا سه بار برای فیلم‌های آژانس شیشه‌ای، به رنگ ارغوان (۱۳۸۳) و به وقت شام (۱۳۹۶) موفق به کسب سیمرغ بلورین بهترین کارگردانی جشنواره فیلم فجر شده است. همچنین وی برای فیلم روبان قرمز (۱۳۷۷) نامزد جایزه صدف طلایی جشنواره فیلم سن‌سباستین شد.
در سال ۱۳۹۳، حاتمی‌کیا یکی از نُه سینماگری بود که نشان افتخار جهادگر عرصه فرهنگ و هنر برای یک عمر فعالیت را دریافت کرد. او در رأی‌گیری از ۵۵ فیلم‌شناس ایرانی در سال ۱۳۸۱ به عنوان یکی از ده فیلم‌ساز برتر تاریخ سینمای ایران شناخته شد و همچنین در سال ۱۳۹۴، در نظرسنجی ۴۳ منتقد برای بهترین کارگردانان پس از انقلاب ۱۳۵۷ در رتبهٔ چهارم قرار گرفت.

## دوران کاری

### ۱۳۷۱–۱۳۵۸: آغاز کار و سینمای دفاع مقدس
حاتمی‌کیا فعالیت در عرصهٔ سینما را از پایه آغاز کرد. فیلم پویانمایی موعود و دو فیلم ۱۶ میلی‌متری به نام‌های صراط (۱۳۶۳) و طوق سرخ (۱۳۶۴) از جمله دست‌گرمی‌های او برای ورود به سینمای حرفه‌ای بود. وی ساخت فیلم بلند را با هویت (۱۳۶۵) آغاز کرد. این فیلم داستان مصدومی است که به‌اشتباه مجروح جنگی قلمداد می‌شود و بستری‌شدن او در کنار رزمندگان، در او تحولی به وجود می‌آورد. هرچند هویت فیلم مهمی نبود ولی برخی منتقدان بارقه‌هایی از استعداد را در آن دیدند. این فیلم در سینما اکران نشد و فقط از تلویزیون پخش شد. دیده‌بان (۱۳۶۷) در دوران پایانی جنگ ساخته شده بود. این فیلم به دنیای درونی و باورهای شخصی یک رزمنده ساده و معمولی پرداخته بود که با قهرمان‌های آثار جنگی در آن سال‌ها، بسیار متفاوت بود. فیلم‌های جنگ در آن سال‌ها بیشتر دارای سویه تبلیغاتی و شعاری بود که انگار برای روحیه دادن به مخاطبان و رزمندگان ساخته می‌شد اما حاتمی‌کیا در مهاجر (۱۳۶۸) نشان داد که به‌جای قهرمان‌سازی‌های صوری، به قدرت درونی و معنوی قهرمان‌های قصه‌اش می‌پردازد. وصل نیکان (۱۳۷۰) دومین تجربهٔ شهری حاتمی‌کیا بود. این فیلم نتوانست نظر منتقدان و تماشاگران را جلب کند. از کرخه تا راین (۱۳۷۱) تجربهٔ دیگر حاتمی‌کیا در عرصهٔ فضای شهری و ملودراماتیک بود. به نظر جابر قاسمعلی، منتقد سینما، حاتمی‌کیا که تکنیک‌های سینمایی را نیز فرا گرفته بود، با انتخاب درست نماها، بازیگران و عوامل و نیز ایجاد صحنه‌های اثرگذار، جواب خود را هم از منتقدان و هم از تماشاگران می‌گیرد.

### ۱۳۷۵–۱۳۷۲: تجربه‌های شکست‌خورده
حاتمی‌کیا در خاکستر سبز (۱۳۷۲) به بهانهٔ روایت یک عشق زمینی، انسان‌هایی را در بحبوحهٔ جنگ بوسنی به تصویر می‌کشد که شاهد تباهی «عشق» در زیر چکمه‌های جنگ هستند. حاتمی‌کیا توانست به شیوه‌ای طبیعی در سیر فیلم‌های خود از جنگ به شهر، از شهر به خانواده، از خانواده به زن و از زن به عشق برسد. تجربهٔ ملودرام در بوی پیراهن یوسف (۱۳۷۴) تکرار شد اما استفاده از بازیگران شناخته‌شده، موسیقی حسی و داستانی ساده که عروسی، جدایی، جستجو و نهایتاً وصل را به ضمیمه داشت نیز نتوانست موفقیت از کرخه تا راین را تکرار کند. حاتمی‌کیا در برج مینو (۱۳۷۴)، ضمن تأکید بر محتوا، به تکنیک و فرم بیانی نیز اندیشیده بود، چنان‌که مثلاً تدوین فیلم را به بهرام بیضایی سپرد. او، پس از شکست خاکستر سبز، بار دیگر تصمیم گرفته بود که فیلم شخصی خود را بسازد. از آنجا که از آغاز معلوم بود که نمایشِ برج مینو، به خاطرِ داستانی پیچیده و سرشار از خاطره و رؤیا، شکستی تجاری خواهد بود، تقریباً همزمان با بوی پیراهن یوسف اکران شد تا شکست احتمالی آن در گیشه توسط بوی پیراهن یوسف جبران شود؛ اما توقف نمایشِ بوی پیراهن یوسف، شکست مضاعفی به تهیه‌کنندهٔ هر دو فیلم تحمیل کرد.

### ۱۳۹۱–۱۳۷۶: آژانس شیشه‌ای، اوج و افول و سریال‌سازی
ابراهیم حاتمی‌کیا با ساخت آژانس شیشه‌ای (۱۳۷۶) به نقطهٔ اوج در کارنامه و زندگی حرفه‌ای خود رسید تا جایی که قاسمعلی، منتقد سینما، این فیلم را نماد سینمای دفاع مقدس خواند. این فیلم در شانزدهمین جشنواره فیلم فجر مورد توجه منتقدان و داوران قرار گرفت. او در روبان قرمز (۱۳۷۷) با زبان نمادین به آسیب‌شناسی زندگی افرادی توجه نشان می‌دهد که پس از جنگ به دنبال معنایی برای زندگی خود بودند. روبان قرمز حاشیه‌های فراوانی در نوزدهمین جشنواره فیلم فجر از سر گذراند که در نهایت منجر به بیرون کشیده شدنش از جشنواره شد. سه‌گانهٔ حاتمی‌کیا در مورد تقابل آدم‌های زمان جنگ با دنیای امروز با فیلم موج مرده (۱۳۷۹) تکمیل شد که مضمون شکاف نسل‌ها را به تصویر می‌کشد. حاتمی‌کیا در ارتفاع پست (۱۳۸۰) اوضاع اجتماعی پس از جنگ را به تصویر می‌کشد. به رنگ ارغوان (۱۳۸۳) تجربهٔ بعدی حاتمی‌کیا بود. این فیلم به دلیل بروز برخی حساسیت‌ها، حتی فرصت اکران در یک سانس از بیست و سومین جشنواره فیلم فجر را پیدا نکرد و بنا به صلاح‌دید مسئولان امنیتی، نمایش آن برای مدتی نامعلوم به عقب افتاد. این اتفاق تأثیر روانی بدی روی حاتمی‌کیا گذاشت و نوعی دل‌زدگی در وی ایجاد کرد. حاتمی‌کیا پس از ناامیدی در اکران به رنگ ارغوان، به سراغ به نام پدر (۱۳۸۴) رفت که به عنوان یک فیلم ضدجنگ شناخته می‌شود. این فیلم، تقابل تفکرات و عقاید نسل قبل و نسل جدید را در بستری ملودرام به تصویر می‌کشد. دعوت (۱۳۸۷) به عنوان متفاوت‌ترین فیلم حاتمی‌کیا که حاشیه‌های فراوانی هم داشت، خارج از فضای همیشگی فیلم‌هایش، به موضوع سقط جنین پرداخت. این فیلم حتی در فرم نیز متفاوت بود و ساختار اپیزودیک داشت. وی سپس گزارش یک جشن (۱۳۸۹) را ساخت که به دلیل حواشی سیاسی که دربارهٔ فیلم در نسبت با پیامدهای انتخابات ریاست‌جمهوری دهم پیش آمد، هنوز امکان اکران پیدا نکرده است.

### اکنون–۱۳۹۲: بازگشت به مضامین انقلابی

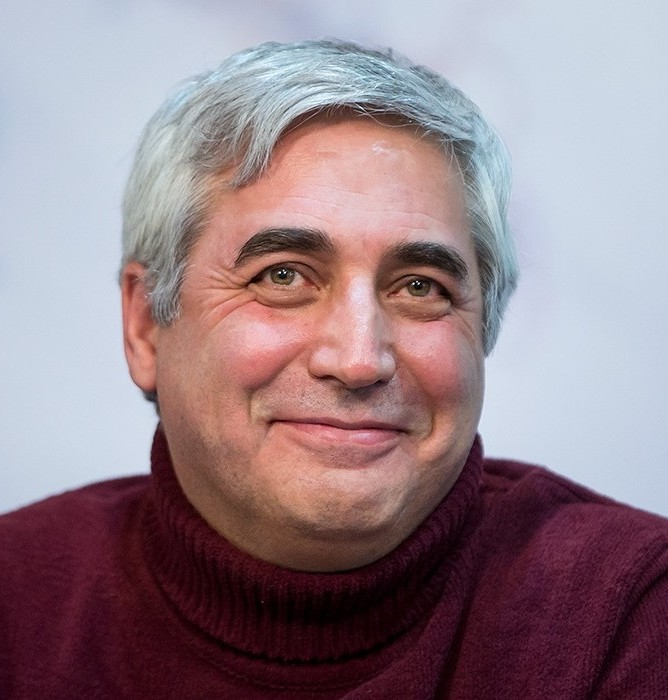
حاتمی‌کیا در سی و ششمین دوره جشنواره فیلم فجر.

چ (۱۳۹۲) اثر بعدی حاتمی‌کیا بود. این فیلم داستان دو روز از زندگی مصطفی چمران را در پاوه به تصویر می‌کشد. چ در مقایسه با فیلم‌های دیگر ژانر سینمای جنگی ایرانی، دارای جلوه‌های ویژه و صحنه‌آرایی‌های نظامی کم‌نظیری است. پس از آن، حاتمی‌کیا بادیگارد (۱۳۹۴) را ساخت که یکی از فیلم‌های سیاسی-انتقادی اوست. این فیلم دربارهٔ بادیگارد آرمان‌گرایی است که وظیفهٔ حفاظت از مسئولان بلندپایه کشور را بر عهده دارد اما مسائلی را در کارش می‌بیند که این مسائل، او را نسبت به کارش دچار شک و تردید می‌کند. اثر بعدی این فیلم‌ساز، به وقت شام (۱۳۹۶) بود که از نظر تکنیکی و جلوه‌های ویژه یکی از مهم‌ترین فیلم‌های سینمای حاتمی‌کیاست. به وقت شام جنجال‌های زیادی نیز برانگیخت که طرح قصه داعش در آن، حامی مالی فیلم و حاشیه‌های فیلم و فیلم‌ساز در سی و ششمین دوره جشنواره فیلم فجر از جمله عناصر مهم شکل‌گیری این جنجال‌ها بود.
وی برای اولین بار در تاریخ ایران، آخرین فیلمش به اسم خروج را قبل اکران در سرویس‌های وی او دی در معرض پخش گذاشت.

## زندگی شخصی

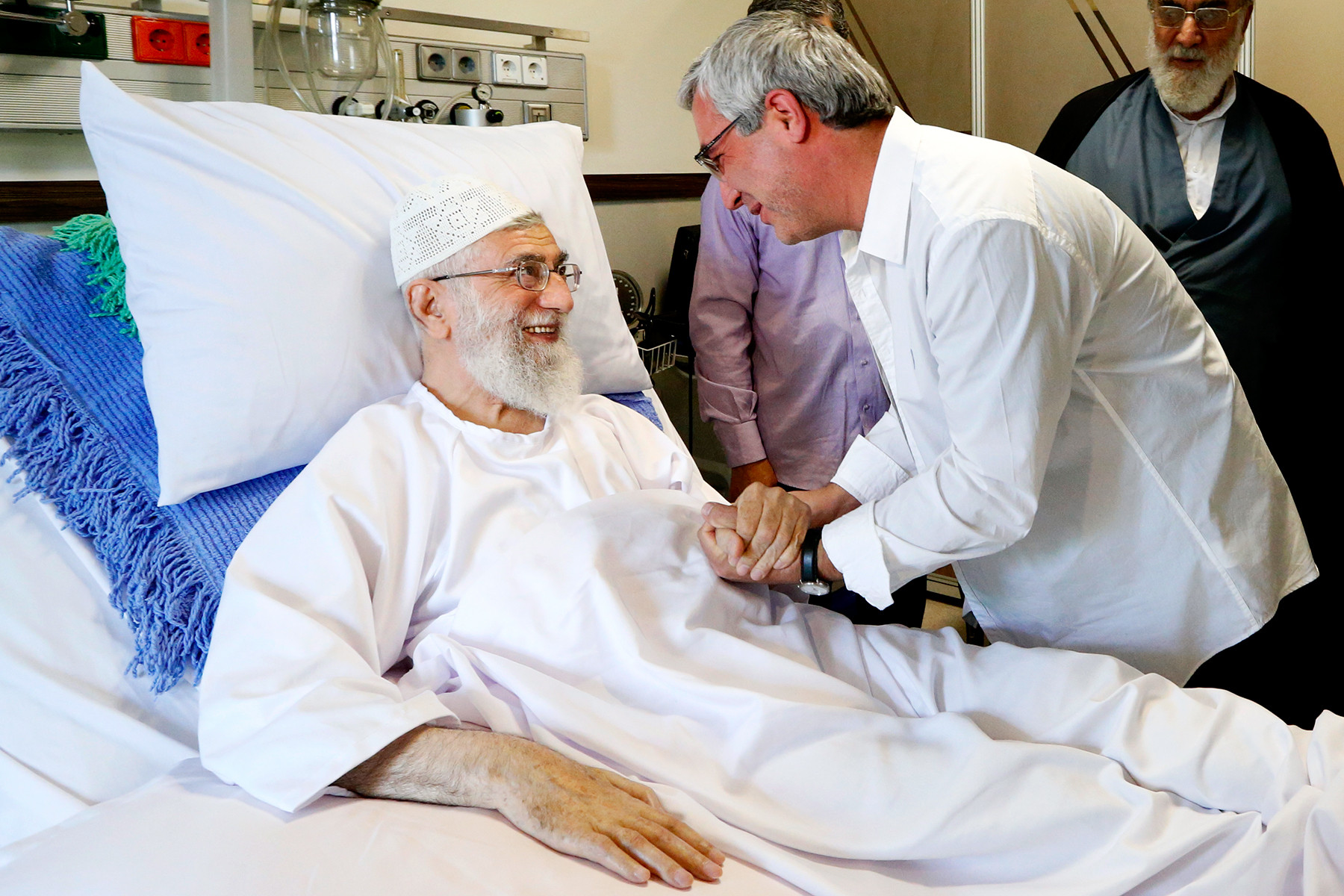
حاتمی کیا در حال عیادت از رهبر جمهوری اسلامی ایران، ۲۰۱۴

حاتمی کیا در ۱ مهر ۱۳۴۰ در یک خانواده با اصالت آذری» در تهران متولد شد. باورها و اعتقادات مذهبی خانواده مانع از راهیابی وی به سینما می‌شد. آزادی دوران جوانی و مصادف شدن با انقلاب اسلامی دو عاملی بود که او را به سوی سینما سوق داد. او فعالیت‌های سینمایی‌اش را از سال ۱۳۵۹ با نوشتن فیلم‌نامه و کارگردانی فیلم‌های کوتاه در فضای جبهه و جنگ آغاز کرد. حاتمی کیا در سال ۱۳۶۵ نخستین فیلم بلند خود را به نام هویت برای شبکه دوم سیما ساخت که می‌کوشید تصویری واقع گرایانه از گرایش‌های سیاسی آن دوران پرآشوب ارائه دهد. پس از ساخت این فیلم، خسرو دهقان منتقد سینما استعداد حاتمی کیا را کشف کرد و در یکی از نشریات سینمایی نوشت، فیلمساز خوش‌قریحه‌ای دارد وارد سینما می‌شود. حاتمی کیا در سال ۱۳۶۷ در دوره فیلمنامه‌نویسی دانشگاه هنر تهران شرکت می‌کند و در سال ۱۳۷۲از پایان‌نامه خود با موضوع نئورئالیسم در سینمای ایتالیا دفاع می‌کند.

### دیدگاه سیاسی
حاتمی‌کیا در سی و ششمین دوره جشنواره فیلم فجر در گلایه از رضا رشیدپور و سایر افرادی که برچسب‌هایی به او زدند گفت: من فیلمساز وابسته‌ام، فیلم‌ساز این نظامم، افرادی مانند رشیدپور که چنین واژه‌هایی در این باره می‌سازند که مطرح می‌شود. من اعتراض می‌کنم به صداوسیما و از شبکه سه شکایت به خدا می‌برم. من
او در انتخابات ریاست‌جمهوری ۱۳۸۸ به میرحسین موسوی و در انتخابات ریاست‌جمهوری ۱۳۹۲ به حسن روحانی رای داد.

## ویژگی و سبک
اکثر آثار حاتمی کیا رابطه کم‌رنگ یا پررنگی با جنگ ایران و عراق دارد. آثار او دارای نمادها و استعارههای گوناگون است. در بیشتر آثار حاتمی‌کیا عنصر پلاک به عنوان نماد هویت وجود دارد. حاتمی کیا به عنوان یک سینماگر مؤلف، معتقد به عقیده شخصی و نگاه سینمایی خودش است. نگاه به هویت ملی و اعتقاد فردی در آثار وی به چشم می‌خورد. حاتمی کیا سعی کرده است در آثار خود در کنار آرمان‌گرایی از واقعیت‌ها نیز فاصله نگیرد. دریچه عرفان و نقد نیز در آثار وی مشهود است.

## آثار

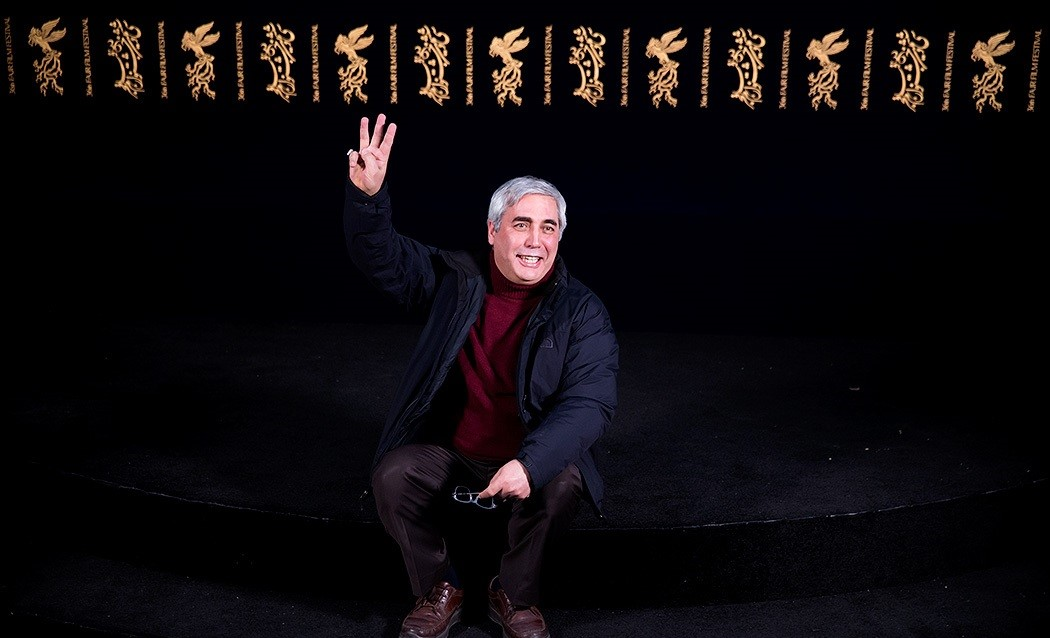
حاتمی‌کیا، برندهٔ ۳ سیمرغ بلورین بهترین کارگردانی در بخش رقابت داخلی جشنواره فیلم فجر و ۱ سیمرغ بلورین نیز در بخش رقابت بین‌المللی

## جایزه‌ها و افتخارات
حاتمی‌کیا نامزد دریافت ۶۸ جایزهٔ داخلی و بین‌المللی شده که از آن تعداد، برندهٔ ۳۹ جایزه شده است. جایزه‌هایی چون سیمرغ بلورین و تندیس زرین از جملهٔ آنهاست.